# Hamju
Hamju (kor. 함주군, Hamju-kun) – powiat w Korei Północnej, w prowincji Hamgyŏng Południowy. W 2008 roku liczył ok. 134 tys. mieszkańców.
Gospodarka opiera się na rolnictwie i górnictwie. Przez powiat przebiega linia kolejowa P’yŏngna.